# Guado (album)
Guado è il quarto album da solista del rocker italiano Pino Scotto, pubblicato nel 2000.

## Tracce
1. Le stelle cadenti
2. Acido eroico
3. Come noi
4. Madre luna
5. Guado 3000
6. Disperanza
7. Nunù
8. Code di cometa
9. Sottotoner
10. Segnali di fuoco (feat. Omar Pedrini)
11. Gamines
12. Come noi (remix di Marco Trentacoste)

## Formazione
- Pino Scotto - voce
- Daniele Simonini - chitarra e Musiche
- Omar Pedrini - chitarra
- Claudio Pascoli - sassofono
- Aida Cooper - cori
- Lio Mascheroni - batteria
- Vinnie Perrotta - batteria
- Roberto Siracusa - batteria
- Norman Zoia - testi